# Bippen
Bippen è un comune di 3.033 abitanti della Bassa Sassonia, in Germania.
Appartiene al circondario (Landkreis) di Osnabrück (targa OS) ed è parte della comunità amministrativa (Samtgemeinde) di Fürstenau.

## Geografia antropica

### Suddivisioni amministrative
Il territorio comunale comprende, oltre al capoluogo (Bippen), le frazioni di Dalum (con Rumke), Haneberg-Brockhausen, Hartlage-Lulle, Klein Bokern (con Harpke), Lonnerbecke, Ohrte (con Bokel), Ohrtermersch (con Talge), Restrup e Vechtel.